# 快餐国家
是一部2006年美国和英国合拍的喜劇電影，由理查德·林克莱特执导，剧本鬆散地改编自埃利克·施勞瑟所写的2001年同名非虛構書籍《Fast Food Nation》。入围2006年戛纳电影节主竞赛单元。赢得Genesis Awards最佳影片。

## 剧情
唐·安德森是米基快餐连锁公司新上任的主管市场营销的副总，他在公司的畅销产品“The Big One”汉堡中发现了污染物，由于事关公司和个人的事业前途，他决定要让真相水落石出，于是便离开了加州的办公室，开始走访调查牛肉的生产环节。

## 演員
- 格雷戈·金尼爾 飾 Don Anderson，快餐连锁公司的高管
- 艾希莉·強森 飾 Amber，快餐店的女员工
- 派翠西亞·艾奎特 飾 Cindy，Amber的母亲
- 路易·古茲曼 飾 Benny
- 伊芬·鶴健 飾 Pete，Amber的舅舅，Cindy的哥哥
- 克里斯·克里斯托佛森 飾 Rudy Martin
- 凱特琳娜·桑迪諾·莫雷諾 飾 Sylvia，偷渡到德州打工的墨西哥女子
- 安娜·克勞蒂亞·塔蘭康（英语：Ana Claudia Talancón） 飾 Coco
- 威爾默·瓦德拉瑪 飾 Raul
- 波比·簡拿威 飾 Mike
- 布斯·韋利士 飾 Harry Rydell
- 保羅·達諾 飾 Brian
- Matt Hensarling 飾 Kevin
- 亞倫·希梅爾斯坦（英语：Aaron Himelstein） 飾 Andrew
- 艾薇兒·拉維尼 飾 Alice
- 盧·泰勒·普奇 飾 Gerald 'Paco'
- 察拉米·雷格（英语：Cherami Leigh） 飾 Kim
- 埃賽·莫拉萊斯（英语：Esai Morales） 飾 Tony

## 製作
影片在德克萨斯州的奥斯汀和休斯顿，科罗拉多州的科罗拉多泉拍摄，片中牛肉加工厂是在墨西哥拍摄的。

## 评价
影片获得混合口碑，烂番茄上依据145个评论有50%的新鲜度，平均分5.7/10。